# Laureta Fusconi
Laureta (o Loreta) Fusconi (Norcia, 1400 circa – Norcia, 13 dicembre 1430) è stata una religiosa domenicana italiana.

## Biografia
Nacque a Norcia intorno all'anno 1400 nella famiglia Fusconi di Norcia di cui si ricorda un'altra beata, Parasia. Prese l'abito domenicano nella chiesa di San Vincenzo in Norcia.
Morì il 13 dicembre 1430 nel monastero di San Vincenzo in Norcia. 

## Culto
La Chiesa cattolica la considera beata.